# 宗像神社
宗像神社（むなかたじんじゃ）は、道主貴である宗像三女神を祀る神社。宗形神社、胸形神社、胸肩神社などとも表記される。

## 概要
宗像三女神 －田心姫神 (タキリビメ)、湍津姫神 (タギツヒメ)、市杵島姫神 (イチキシマヒメ)－ を祭神としており、全国各地に同名の神社が存在している。総本社は、福岡県宗像市にある宗像大社である。
航海の安全を祈願する神社で、瀬戸内海沿岸や近畿地方の海沿いの地域に多く存在する。関東地区の印旛沼周辺には、宗像神社が集中する地域がある。
なお、宗像系の神社は、全国で5番目に多いとされている。

## 主な宗像神社
- 宗像神社 （福島県喜多方市山都町）
- 宗像神社 （埼玉県大里郡寄居町藤田）
- 宗像神社 （千葉県白井市清戸）
- 宗像神社 （千葉県印西市吉高）
- 宗像神社 （千葉県印西市船尾）
- 宗像神社 （千葉県印西市戸神）
- 宗像神社 （千葉県印西市岩戸）
- 宗像神社 （千葉県印西市吉田）
- 宗像神社 （千葉県印西市鎌苅）
- 宗像神社 （千葉県印西市師戸）
- 宗像神社 （千葉県印西市平賀）
- 宗像神社 （千葉県印西市瀬戸）
- 宗像神社 （千葉県印西市山田）
- 宗像神社 （埼玉県さいたま市大宮区高鼻町） – 氷川神社摂社
- 宗像神社 （埼玉県大里郡寄居町藤田）
- 宗像神社 （東京都中野区弥生町） – 神明氷川神社末社
- 宗像神社 （福井県小浜市北塩屋）
- 宗像神社 （静岡県静岡市清水区興津中町）
- 宗像神社 （愛知県名古屋市西区上名古屋）
- 宗像神社 （京都府京都市上京区京都御苑） – 京都御苑内
- 櫟谷宗像神社 （京都府京都市西京区嵐山中尾下町）
- 宗像神社 （奈良県桜井市外山） – 鳥見山山麓
- 宗像神社 （奈良県宇陀市菟田野）
- 宗像神社 （香川県観音寺市大野原町）
- 宗像神社 （愛媛県新居浜市八雲町）
- 宗像神社 （福岡県北九州市小倉南区上曽根）
- 宗像大社 （福岡県宗像市田島） - 総本社

## 主な宗形神社
- 宗形神社 （岡山県岡山市北区大窪）
- 宗形神社 （岡山県岡山市南区郡）
- 宗形神社 （岡山県赤磐市是里）
- 宗形神社 （鳥取県米子市宗像）

## 主な胸形神社
- 胸形神社 （栃木県鹿沼市村井町）
- 胸形神社 （栃木県小山市寒川）
- 胸形神社 （群馬県高崎市棟高町）
- 胸形神社 （静岡県静岡市葵区瀬名）
- 胸形神社 （愛知県豊田市八草町）

## 主な胸肩神社
- 胸肩神社 （青森県弘前市品川町）

## 他の宗像三女神を祀る神社
- 網戸神社 （栃木県小山市網戸）
- 天宮神社 （静岡県周智郡森町天宮）